# Erich I. (Sachsen-Lauenburg)

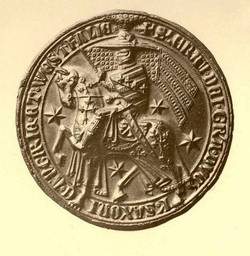
Eines der Siegel Erichs I.

Erich I. von Sachsen-Lauenburg (* vor 1285; † 1360 in Nienburg/Weser) war 1285 bis 1360 Herzog von Sachsen-Lauenburg. Er war der Sohn von Herzog Johann I. von Sachsen-Lauenburg († 1285) aus dem Hause der Askanier.

## Leben
Erich I. hatte sich erst in Magdeburg auf Aufgaben im geistlichen Bereich vorbereitet und war dort Mitglied des Domkapitels geworden.
Er regierte zunächst gemeinsam mit seinen Brüdern Albrecht III. von Sachsen-Lauenburg und Johann II. von Sachsen-Lauenburg. Nach dem Tod ihres Vaters kam es jedoch bereits bald zu mehreren Landesteilungen, die als Realteilung das Staatsgebiet zersplitterten:
- um 1295/96 die Trennung in Sachsen-Wittenberg und Sachsen-Lauenburg
- 1305 wurde Sachsen-Lauenburg im verbliebenen Lauenburgischen Teil in die drei Linien nach Herzog Johann I. gedrittelt.

Die Erbauseinandersetzung wurde jedoch durch den Streit um die sächsisch-lauenburgische Kurstimme überlagert und verzögert.
Nach dem Tod des kinderlosen Herzogs Albrecht III. im Jahr 1308 wuchs Erich I. dessen Drittel wieder an, wofür er das Leibgedinge seiner Mutter zu tragen hatte. Im Jahr 1321 musste er auch Bergedorf an seinen Bruder Johann II. († 1321) abgeben. Damit war die Trennung in zwei selbständig agierende Linien des Hauses ohne gemeinsame Regierung vollzogen und abgeschlossen. Die Linien Bergedorf-Mölln und Ratzeburg-Lauenburg blieben aber auch dadurch verbunden, dass sie die Einnahmen aus dem südelbischen Land Hadeln weiter teilten.
Erich I. bezog ab 1339 frühzeitig seinen Sohn Herzog Erich II. in die Regierungsgeschäfte ein und nahm Wohnsitz auf der Riepenburg im heutigen Kirchwerder. Er wurde aufgrund eines Streits zwischen den Lüneburger Herzögen und seinem Sohn von dort verdrängt und starb auf der Reise nach Hoya in Nienburg.
Erich I. nahm 1346 an einer Pilgerfahrt ins Heilige Land teil und erhielt den Ritterschlag am Heiligen Grabe.

## Familie
Erich I. heiratete im Jahre 1316 Elisabeth von Pommern († 16. Oktober 1349), die Tochter Bogislaws IV. Folgende Kinder sind bekannt:
- Erich II. (* 1318/1320; † 1368) ⚭ Agnes von Holstein
- Johann, Bischof von Cammin († 1370)
- Helena ⚭ 1338 mit Johann II. von Hoya